# Mimosa decurrens
Acacia decurrens là một loài thực vật có hoa trong họ Đậu. Loài này được Duhamel miêu tả khoa học đầu tiên.

## Hình ảnh

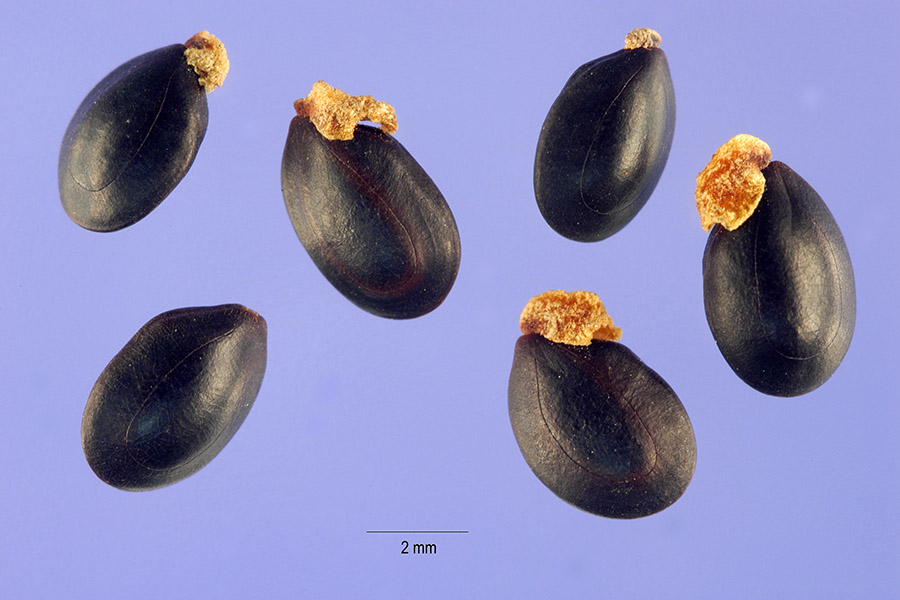
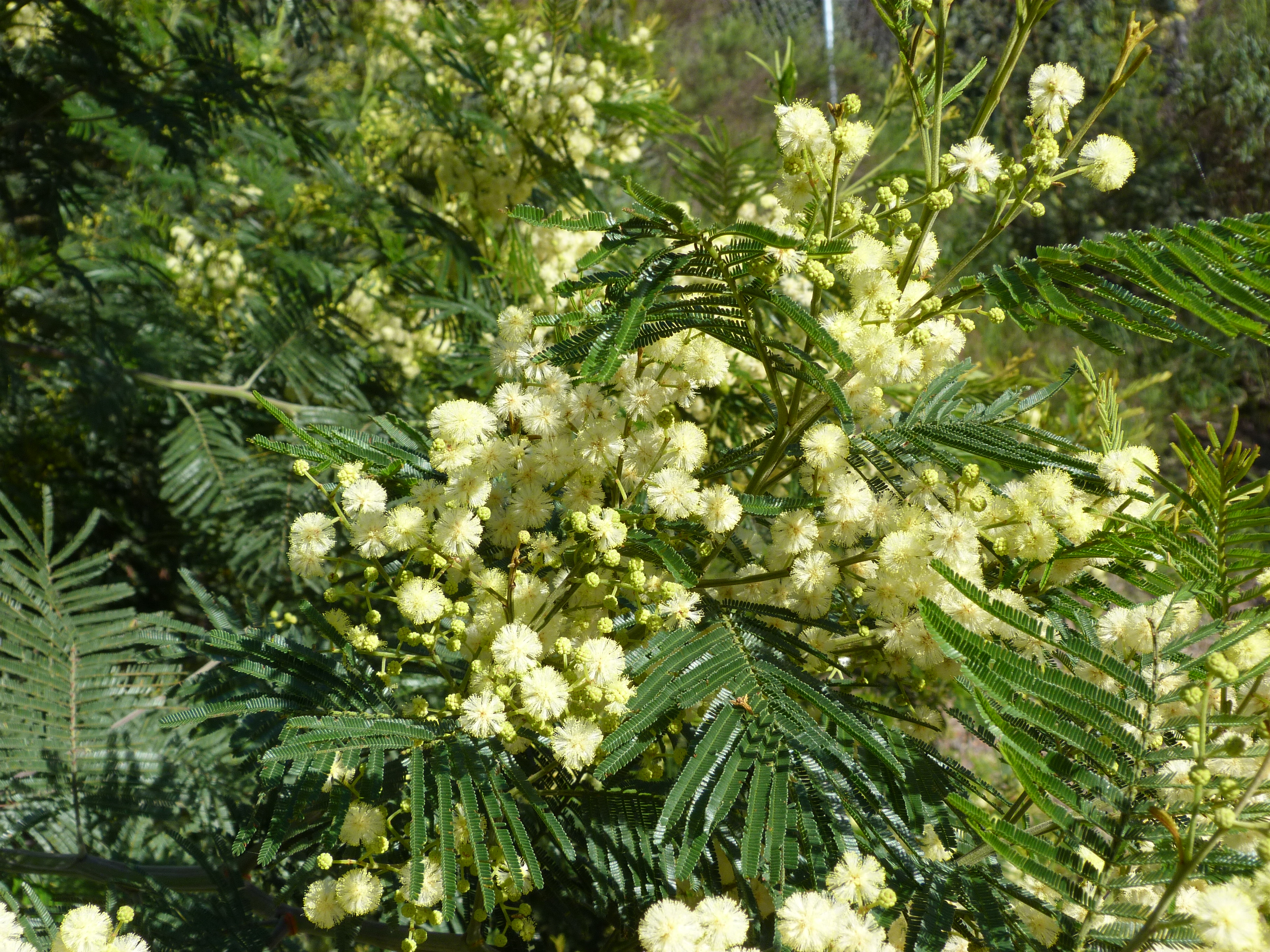
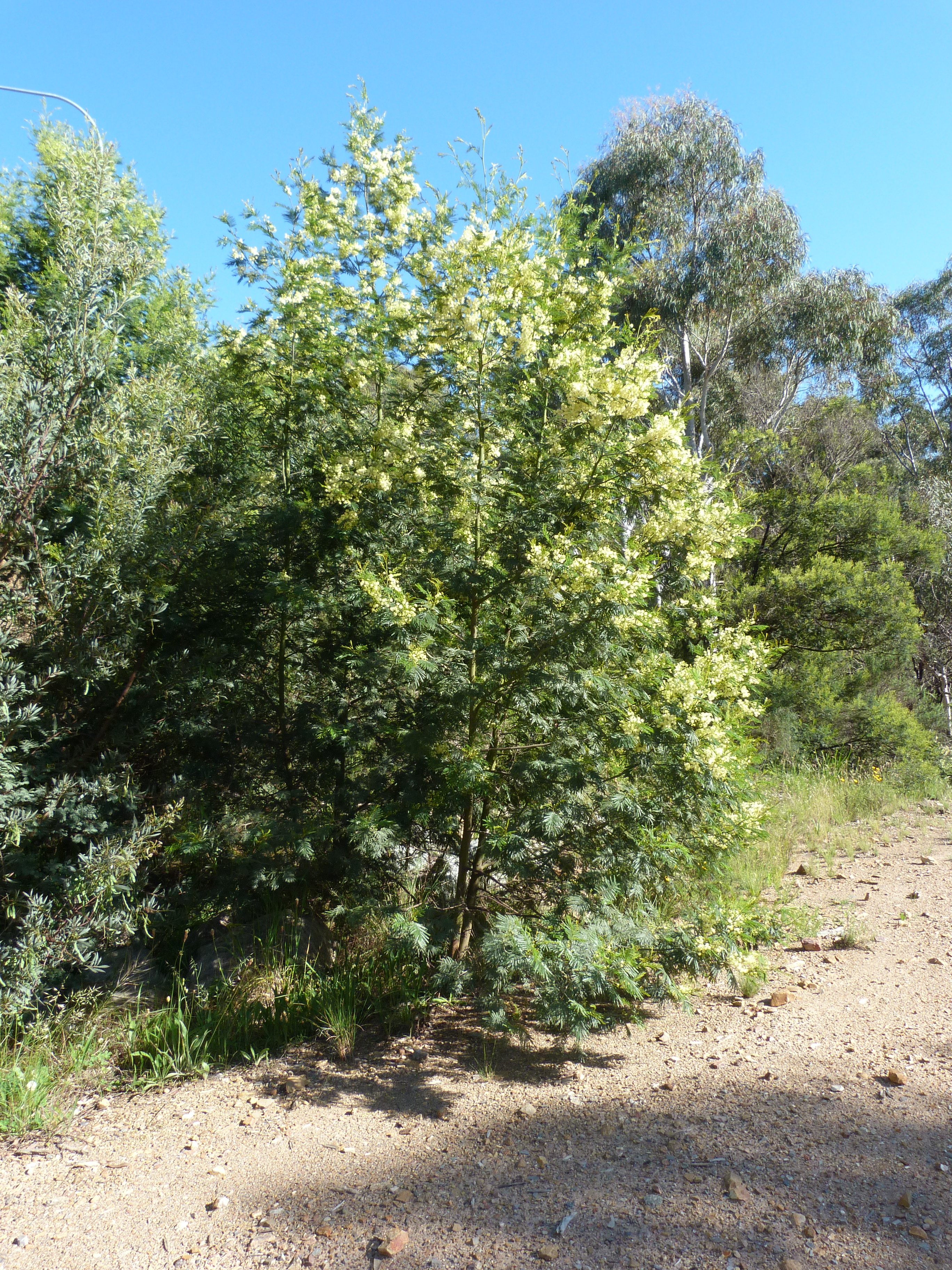
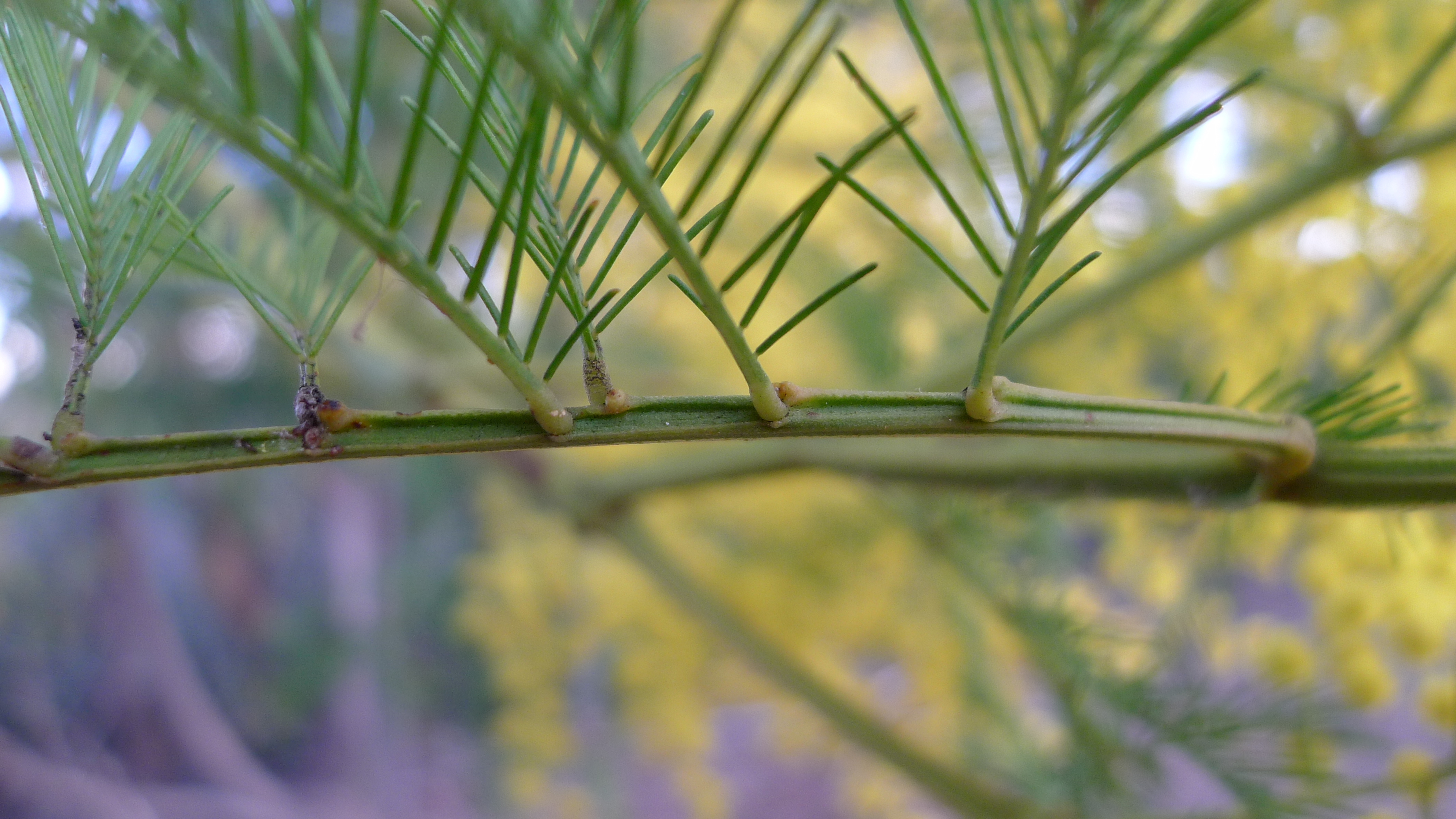